# Motosu (quận)
Quận Motosu (本巣郡 (Bản Sào quận) Motosu-gun) là một quận thuộc tỉnh Gifu, Nhật Bản.

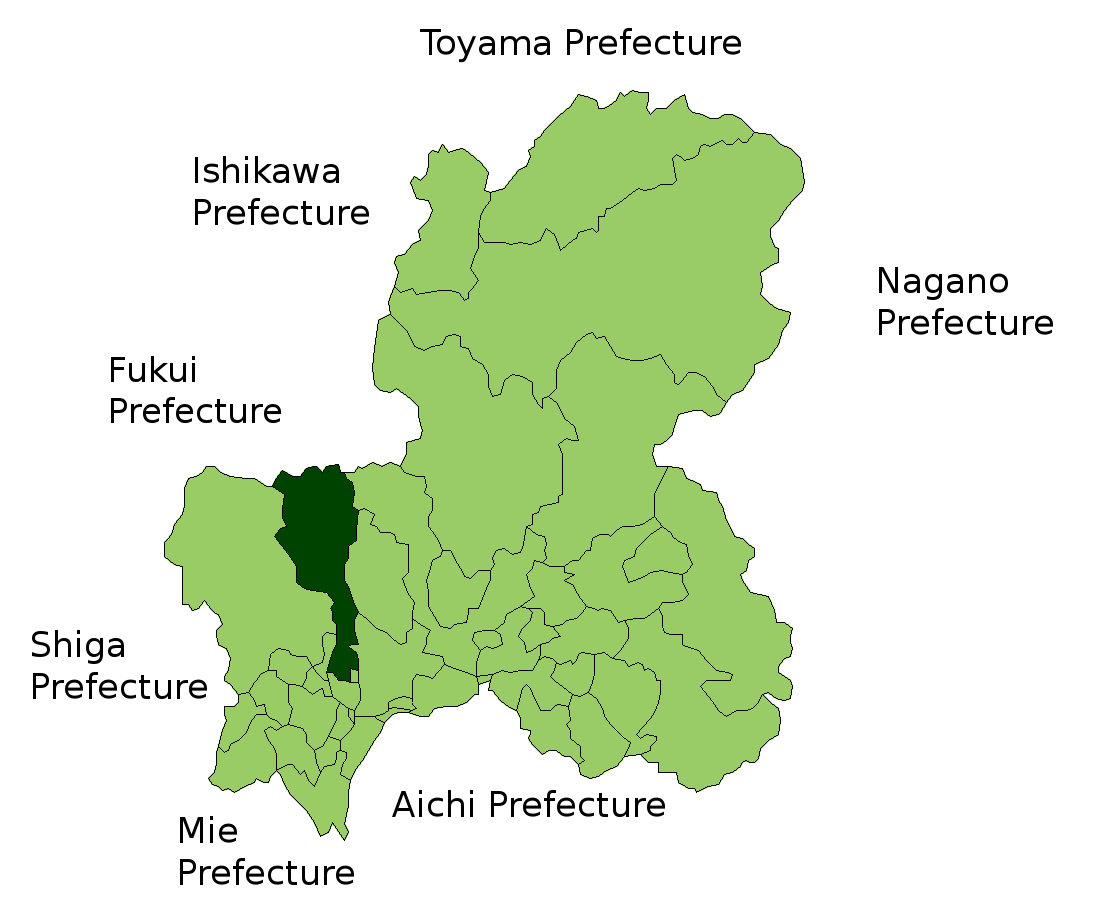
Vị trí của quận Motosu trong Gifu

Tại thời điểm 2003 quận này có dân số ước tính khoảng 17.667 người và mật độ dân số khoảng 3.417,21 người trên km². Tổng diện tích là 5,17 km².
Quận này chỉ có một thị xã.
- Kitagata